# Shelby Foote
Shelby Dade Foote Jr., född 17 november 1916 i Greenville, död 27 juni 2005 i Memphis, var en amerikansk historiker och författare, mest känd för sina verk om amerikanska inbördeskriget. 
1990 medverkade Foote i Ken Burns prisbelönta dokumentärserie Amerikanska inbördeskriget (originaltitel: The civil war).    

### Skönlitteratur
- Tournament (1949)

- Follow Me Down (1950)

- Love in a Dry Season (1951)

- Shiloh: A Novel (1952)

- Jordan County: A Landscape in Narrative (1954)

- September, September (1978)

### Facklitteratur
- The Civil War: A Narrative. Vol 1: Fort Sumter to Perryville (1958)

- The Civil War: A Narrative. Vol 2: Fredericksburg to Meridian (1963)

- The Civil War: A Narrative. Vol 3: Red River to Appomattox (1974)